# Каланхое трубкоцветное
Каланхоэ трубкоцветное (син. Kalanchoe tubiflora, лат. Kalanchoe delagoensis) — вид суккулентных растений рода Каланхоэ, семейства Толстянковые.

## Ботаническое описание
Это крепкое, полностью голое, двухлетнее или более или менее многолетнее суккулентное растение, достигающее высоты от 0,2 до 2 метров. Вертикальные стебли простые и круглые. Листья, кажущиеся супротивными или очередными обычно бывают прямостоячими или прямыми в расправленном виде. Они слегка цилиндрические, немного колейные на вершине и достигают длины от 1 до 13 сантиметров при диаметре от 2 до 6 миллиметров. Листовая пластинка, суженная к основанию, красновато-зеленая до серо-зеленой с красновато-коричневыми пятнами. На кончике края листа от двух до девяти мелких зубцов, на которых многочисленные выводковые почки.

## Распространение
Родной ареал этого вида: Мадагаскар. Этот сочный полукустарник, растет в основном в биоме пустыни или сухих кустарников. Он используется в качестве яда и имеет экологические последствия.

#### Инвазионный вид
Способность этого вида к вегетативному размножению, его засухоустойчивость и популярность в качестве садового растения связаны с тем, что этот вид стал инвазивным сорняком в таких местах, как восточная Австралия, Южная Африка и многие острова Тихого океана.

## Таксономия
Kalanchoe delagoensis Eckl. & Zeyh., Enum. Pl. Afric. Austral.: 305 (1837).

#### Синонимы
Гомотипные (основанные на одном и том же номенклатурном типе):
- Bryophyllum delagoense (Eckl. & Zeyh.) Druce (1916 publ. 1917)
- Bryophyllum tubiflorum Harv. (1862), nom. superfl.
- Kalanchoe tubiflora (Harv.) Raym.-Hamet (1912)

Гетеротипные (основанные на разных номенклатурных типах):
- Bryophyllum verticillatum (Scott Elliot) A.Berger (1930)
- Geaya purpurea Costantin & Poiss. (1908)
- Kalanchoe verticillata Scott Elliot (1891)

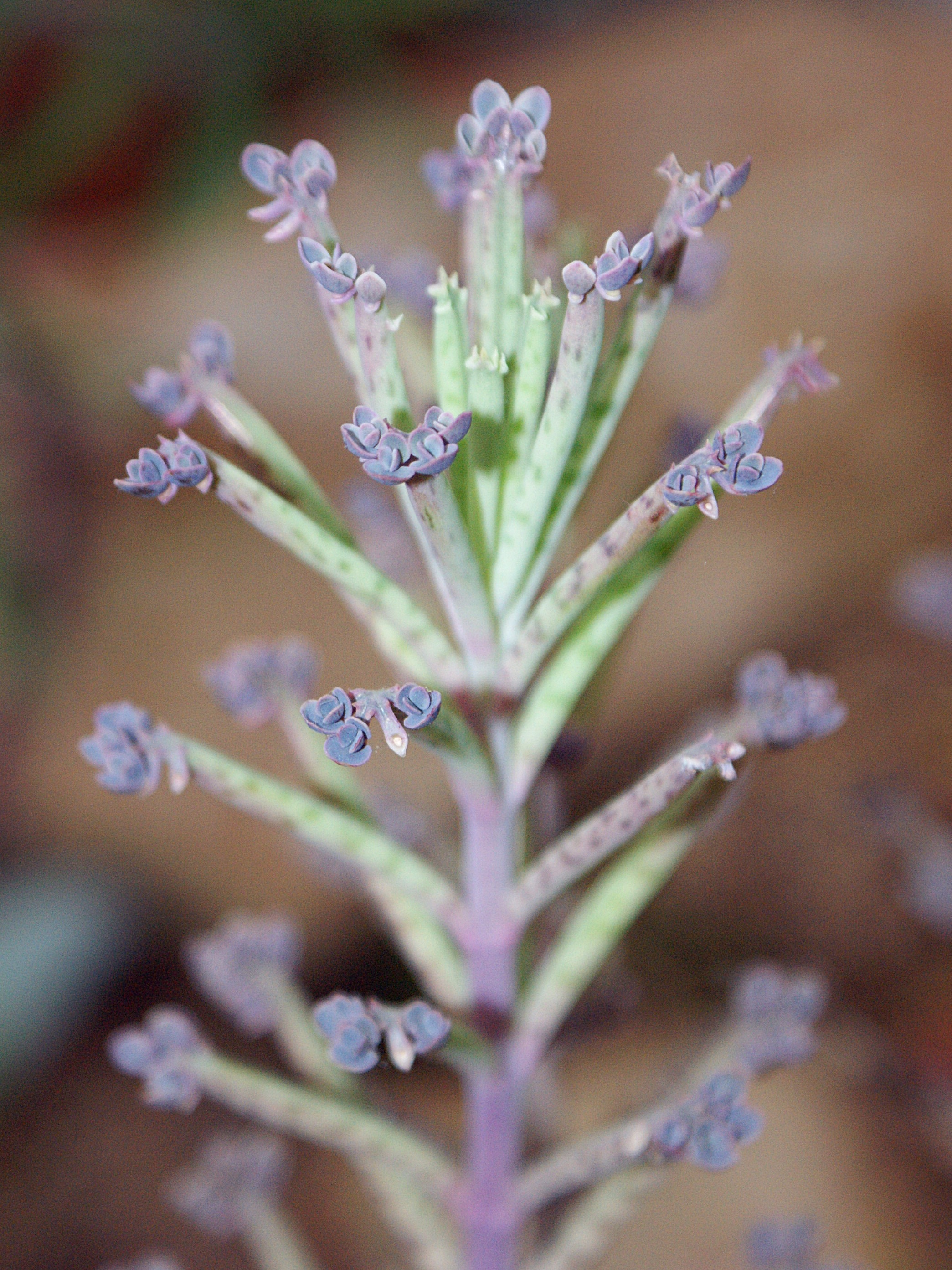
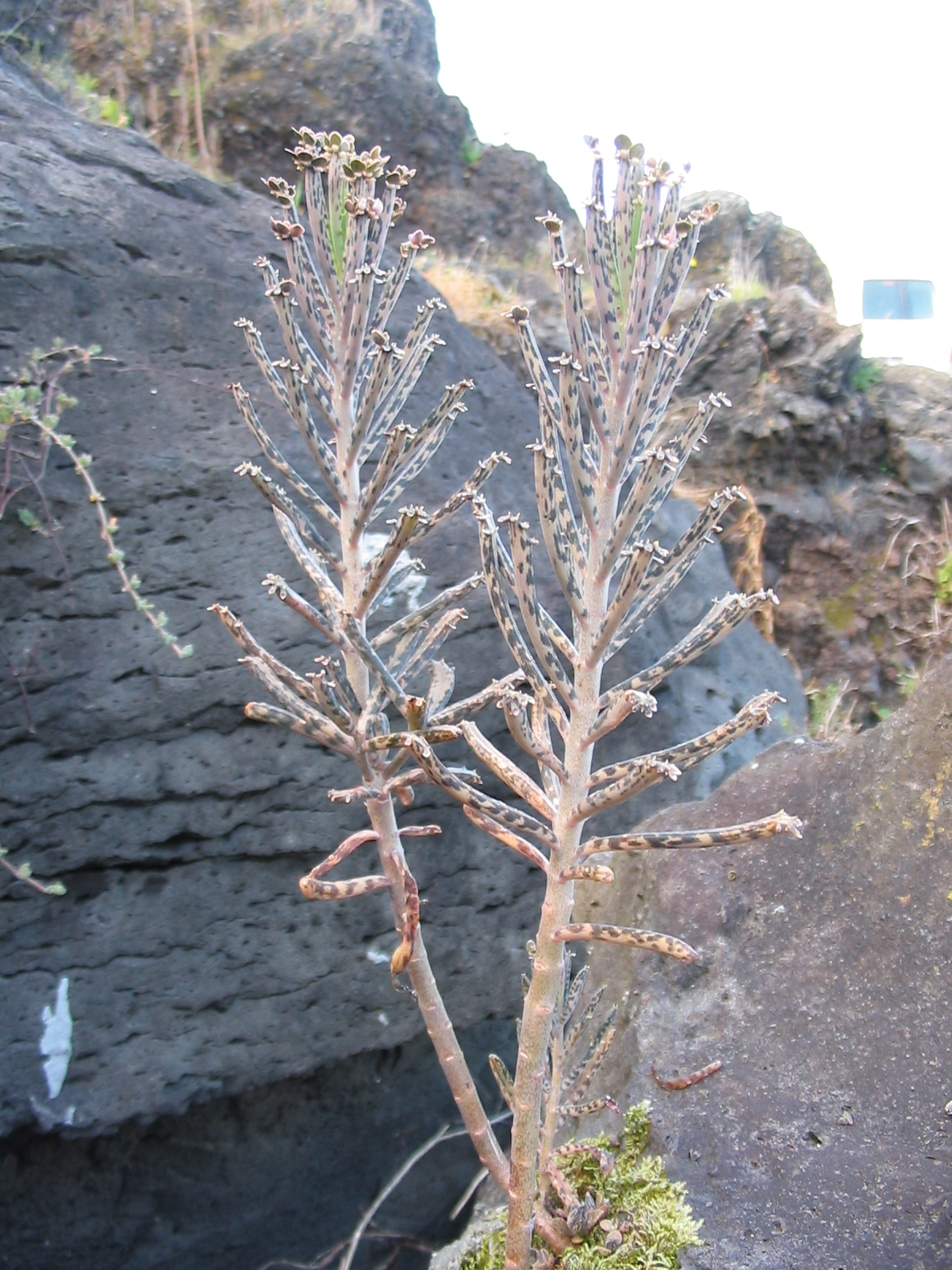
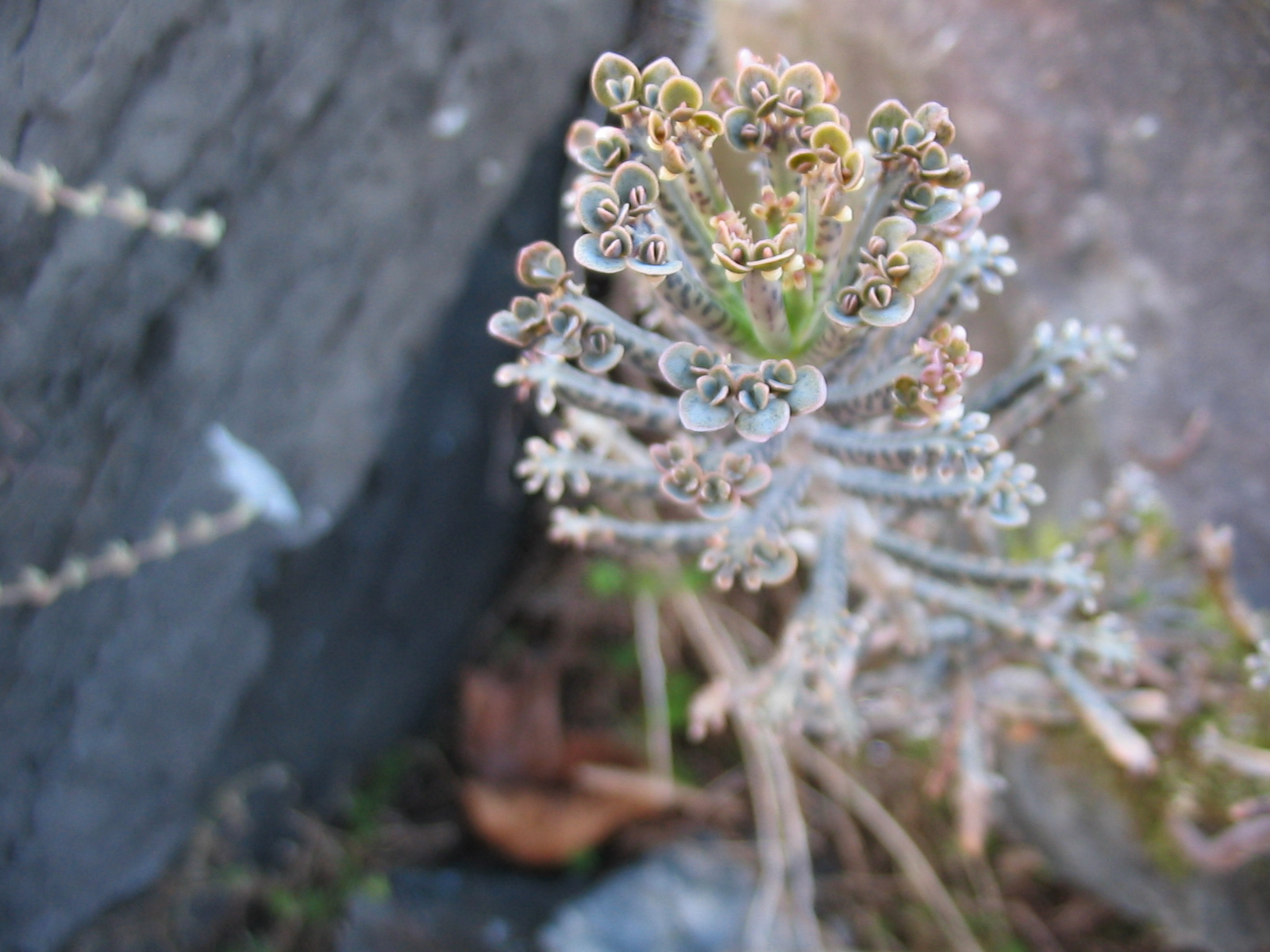
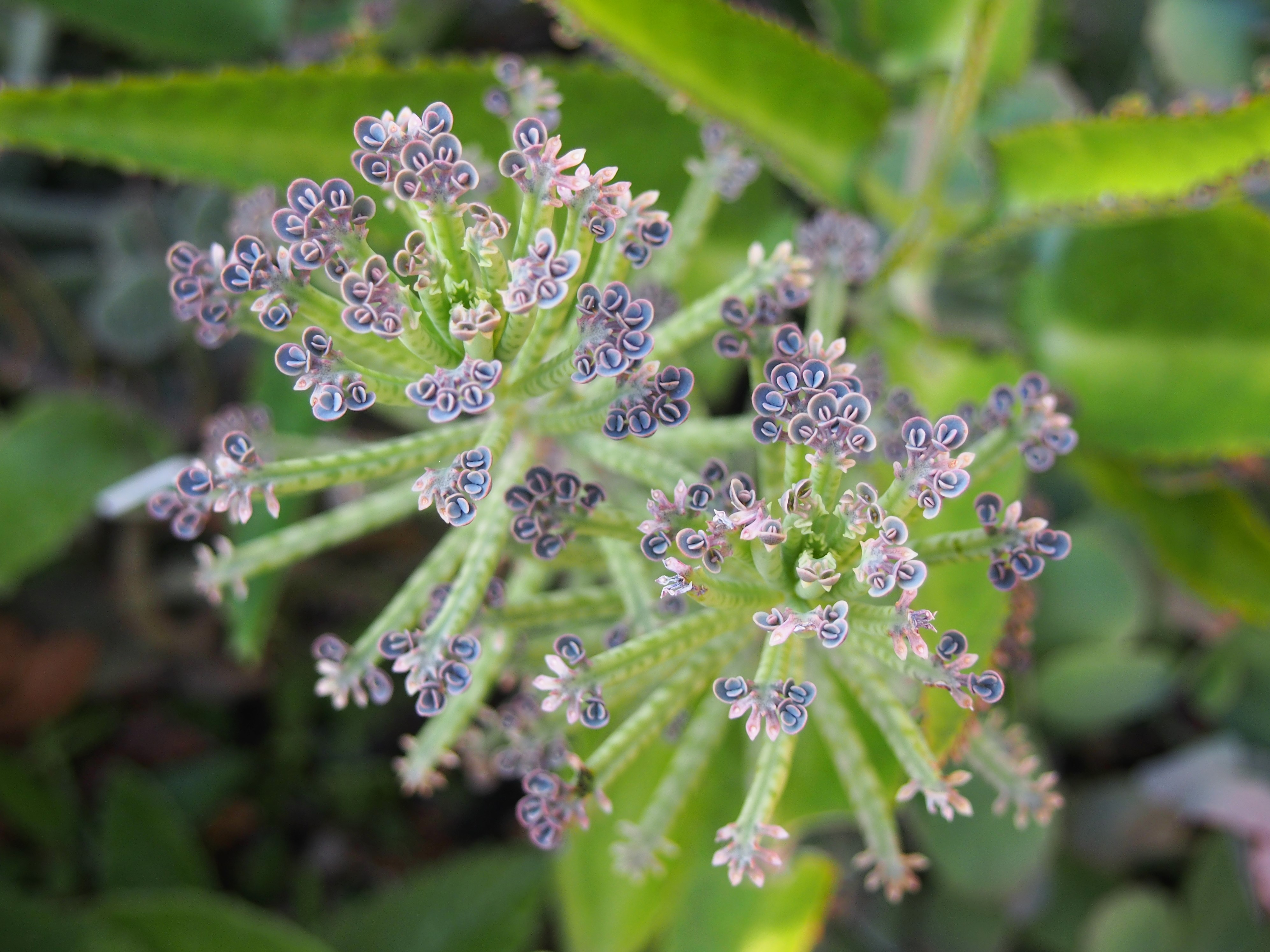
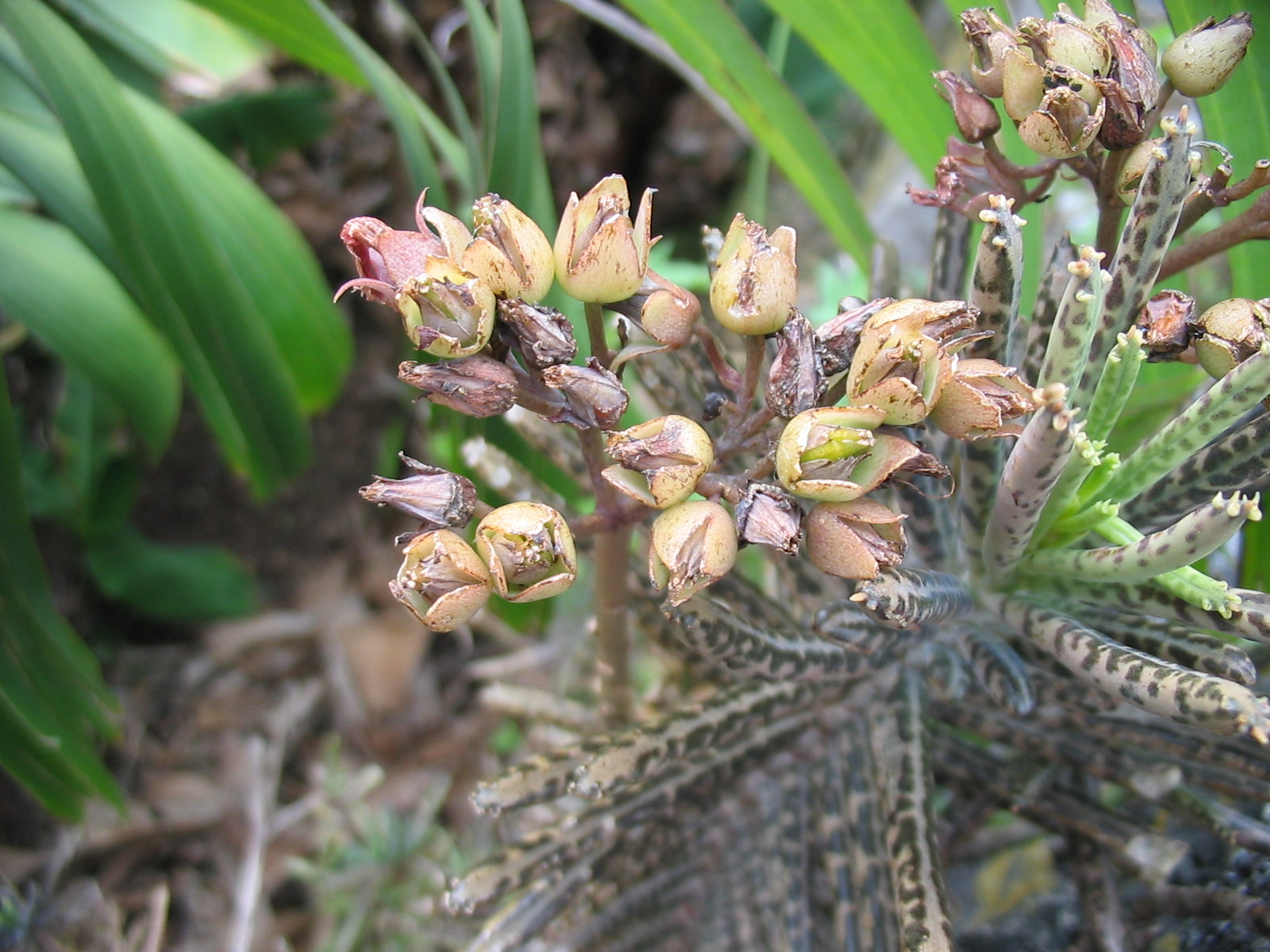
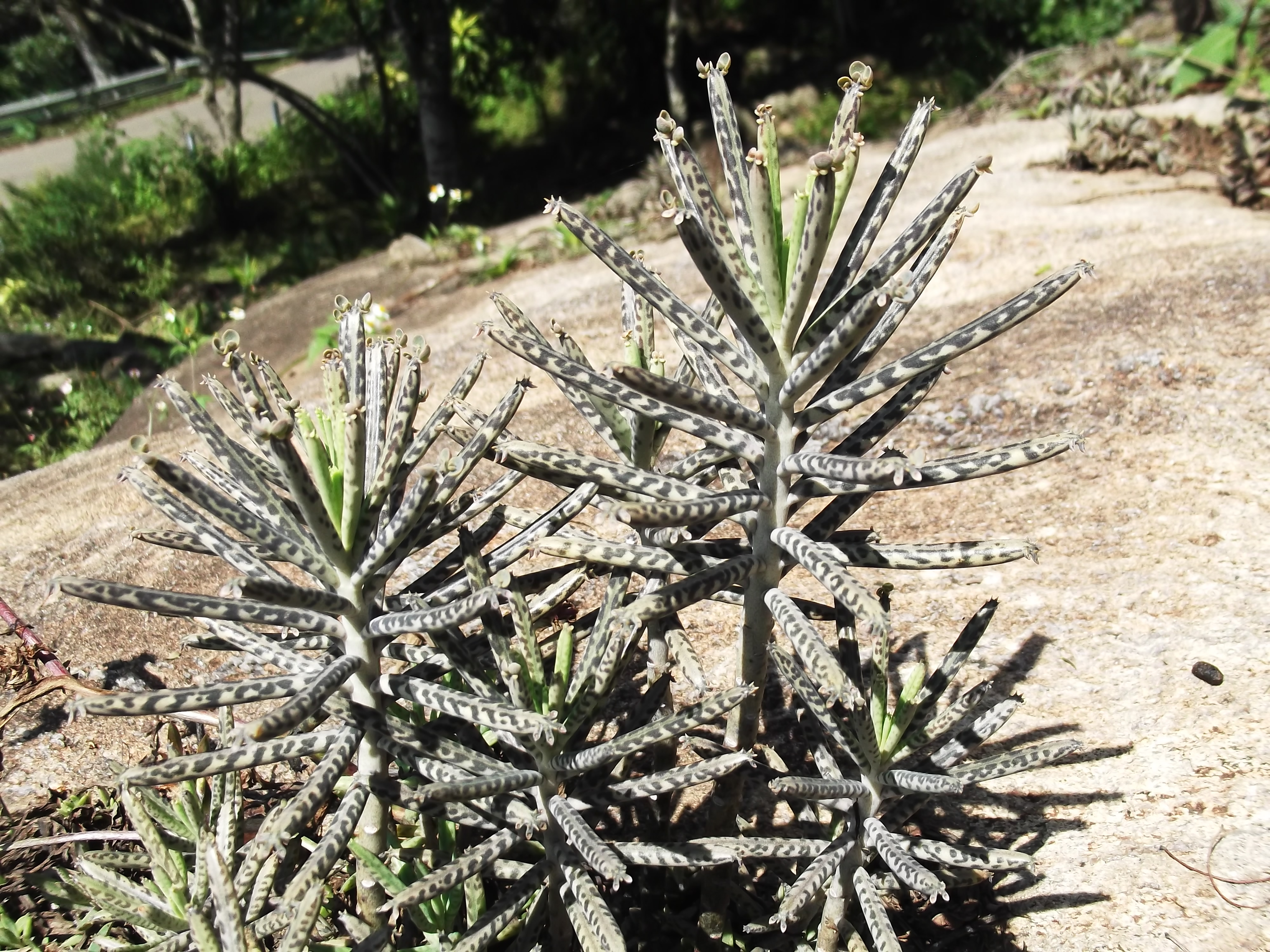

## Токсичность
Растение не приветствуется, так как вытесняет местные растения и содержит сердечные гликозиды буфадиенолидов, которые могут вызвать смертельное отравление, особенно у пасущихся животных, таких как крупный рогатый скот. В течение 1997 года 125 голов крупного рогатого скота погибли после употребления в пищу этого вида в передвижном заповеднике недалеко от Мори, Новый Южный Уэльс.

## Выращивание
Как и у некоторых других видов Каланхоэ, растение выпускает на листьях отростки в виде почек, которые при отделении дают жизнь другим растениям. Каланхоэ трубкоцветное относится к короткодневным видам и поэтому цветет осенью или зимой.